# Drutarnia (Kalety)
Drutarnia (niem. Drahthammer) – dzielnica Kalet położona w zachodniej części miasta, przy drodze w kierunku Lublińca.
Od XV w. na jej terenie znajdowała się kuźnica Plaplińska, a na początku XIX wieku młyn wodny. Drutarnia przyłączona została do Kalet 1 września 1933.
Znajduje się w niej wybudowany w 1987 r. kościół Matki Boskiej Fatimskiej, należący do Parafii Matki Boskiej Fatimskiej w Kaletach. Parafia istniała w tej dzielnicy od 1977 r.

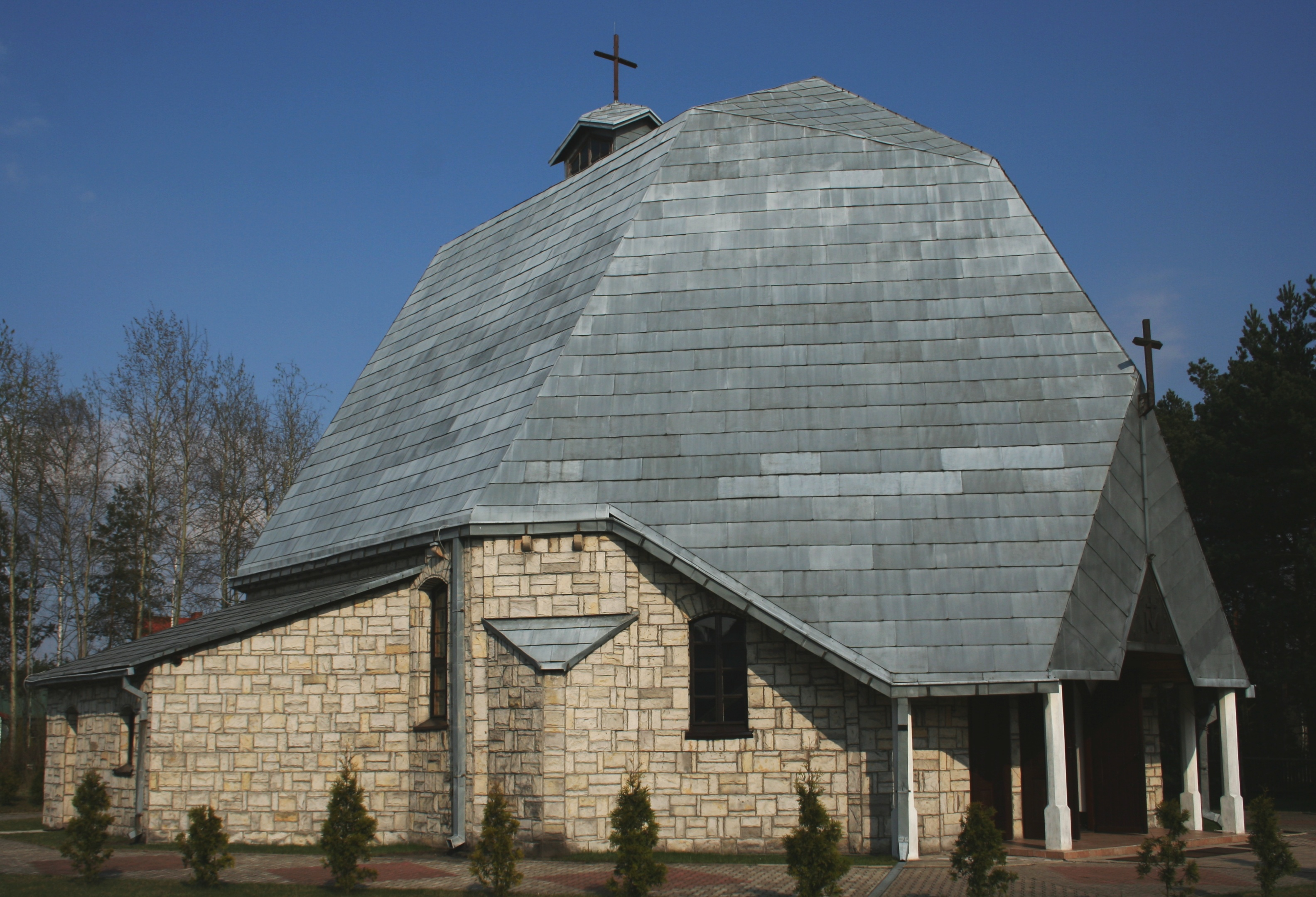
Kościół M.B. Fatimskiej w Kaletach-Drutarni

W 1892 r. gmina zakupiła pół hektara gruntu w Drutarni, na którym w czerwcu 1894 r. rozpoczęto budowę szkoły. W dniu 1 października tego samego roku budowa została ukończona, a otwarcie szkoły nastąpiło 1 maja 1895 r. Szkoła została rozbudowana w 1910 roku, a w 1936 r. wprowadzono w niej elektryczne oświetlenie. W 1965 r. powstał drugi budynek szkolny.
Na terenie budynku szkolnego w 2004 r. powstał ośrodek wczasowy, a w 2009 r. utworzono tor speedrowerowy.
W Drutarni mają początek dwie leśne trasy rowerowe w kierunku Koszęcina (ok. 4,5 km) i druga w kierunku Strzebinia (3,5 km).